# Shell (stad)
Shell (ook Shell Mera, La Shell, of Shell-Mera) is een stad in de oostelijke uitlopers van de Ecuadoriaanse Andes, ongeveer 154 km ten zuiden van Quito. De naam is afgeleid van Royal Dutch Shell Company, en de stad Mera, ongeveer 7 km naar het noordwesten. De Pastaza (rivier) loopt ten zuidoosten vlak langs de stad.

## Shell basis
De stad Shell is in 1937 ontstaan als een Royal Dutch Shell bedrijfsbasis. Oorspronkelijk bestond het uit niet meer dan enkele barakken en een 1,500 m lange landingsbaan. Het was de uitvalsbasis voor de verkennende onderzoeken ten bate van oliewinning.
De basis lag in de buurt van vijandige inheemse stammen. De Shell basis is enkele keren aangevallen door lokale indianen, waarbij verscheidene medewerkers de dood hebben gevonden. Het oliebedrijf vond de basis uiteindelijk te gevaarlijk om te handhaven en heeft haar verlaten in 1948.
Zeer waarschijnlijk hebben echter de zakelijke vooruitzichten de doorslag gegeven bij de beslissing van Shell om zich terug te trekken. Het was gedurende deze tijd dat in het Midden-Oosten de olie industrie snel lucratief werd. In de 10 jaar dat Shell in Ecuador naar olie heeft gezocht heeft zij niets geproduceerd.

## Missie
Rond 1949 is de Shell basis opnieuw in gebruik genomen door de Mission Aviation Fellowship (MAF). MAF zag het belang van Shell door zijn landingsbaan en de toegang over de weg naar Quito. Zij gebruikten het als hun hoofdbasis voor het missiewerk in Ecuador. Het was ook de thuishaven van MAF piloten Nate Saint en Johnny Keenan.
In 1954 heeft Nate Saint, een voormalig soldaat in de U.S. Army, generaal James Doolittle verwelkomd in Shell. Doolittle was een Air Force piloot die faam had verworven tijdens "Doolittle's Raid" boven Tokio in 1942. Generaal Doolittle bezocht Ecuador in opdracht van toenmalig President Eisenhower in het kader van zijn werk voor de CIA.
Shell trok wereldwijde aandacht in Januari 1956 met het nieuws van de verdwijning van Nate Saint en vier andere zendingswerkers – Jim Elliot, Pete Fleming, Ed McCully, en Roger Youderian. Zij hadden geprobeerd contact te maken met de Huaorani stam, en hadden daarvoor verkenningsvluchten uitgevoerd. Toen zij landden in het Huaorani territorium werden ze gedood en werden hun lichamen in de Curaray Rivier gegooid. Shell fungeerde daarop als uitvalsbasis voor de families van de slachtoffers en de reddingswerkers.
In 1958 werd het Vozandes Del Oriente ziekenhuis geopend als eerste in deze regio van Ecuador. Het ziekenhuis was de droom van Nate Saint die zowel zijn geld als zijn tijd doneerde om te werken aan de bouw ervan voor zijn dood in 1956. Het bediende een geschatte 65.000 mensen die leefden in deze uitgestrekte regio ten Oosten van de Andes en in het regenwoud. In 1985 werd een nieuw ziekenhuis Vozandes geopend aan de andere kant van de Motolo rivier, en het oude ziekenhuis werd verbouwd tot een hostel. Het bleef in gebruik tot 2007 toen het werd gesloopt. Het nieuwe Vozandes Del Oriente ziekenhuis werd gesloten eind 2013 na 55 jaar dienstgedaan te hebben.

## Heden

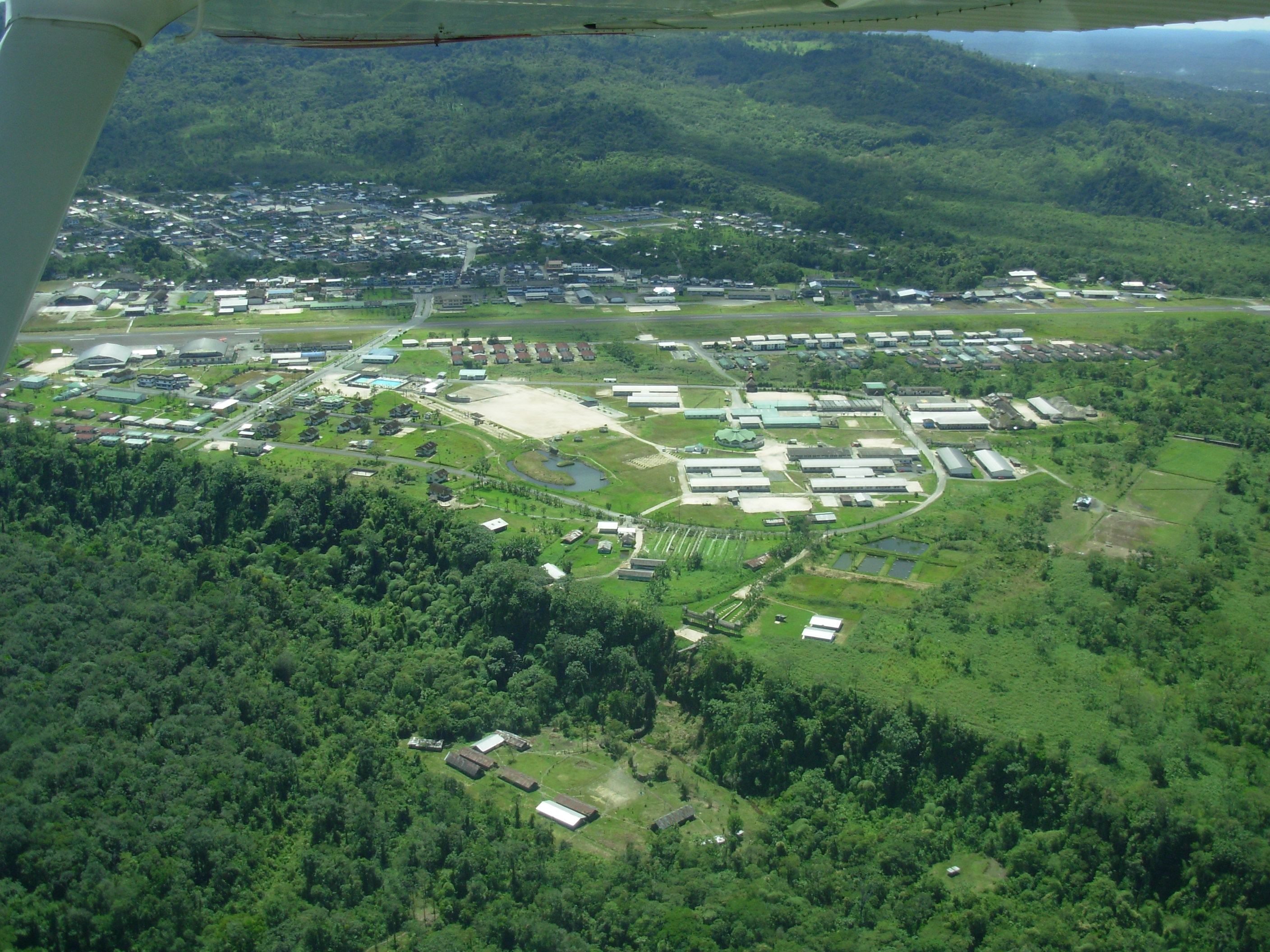
Luchtfoto van Rio Amazonas Airport in Shell.

Vandaag de dag is Shell een stad met ongeveer 9.000 inwoners waarin de landingsbaan en het zendingswerk nog steeds een prominente rol vervullen.
De landingsbaan heet nu het Rio Amazonas Airport (PTZ), en is het eigendom van de Ecuadoriaanse krijgsmacht en wordt door hen mede gebruikt als luchtmachtbasis. De luchthaven is ook nog steeds belangrijk voor het zendingswerk van MAF.